# کامیلا-۳
کامیلا-۳ (به لاتین: Comilla-3) یک منطقهٔ مسکونی در بنگلادش است که در ناحیه کومیلا واقع شده‌است.